# 福田亮太
福田 亮太（ふくだ りょうた、1987年11月4日 - ）は、日本の元男性タレント。
神奈川県出身。

## 略歴
- 1999年 - NHK教育『天才てれびくんワイド』にてれび戦士として2年間出演。
- 2003年4月 - 芸能界を一旦引退。
- 2006年 - ネットラジオDJとして活動再開。ネットラジオ「らじろぐ」のDJを務める。
- 2010年3月 - 芸能界を引退。
- はんにゃ、森三中のマネージャーを経て、現在は、高校教師。

## 出演

### バラエティ
- 天才てれびくんワイド（1999年4月 - 2001年3月、NHK教育） - てれび戦士

### 映画
- 鉄〜平成侠客伝〜（1999年3月20日、ギャガ・コミュニケーションズ） - 少年万二郎 役
- 学校の怪談4（1999年7月10日、東宝） - 関川幸一（幼少期） 役
- 白い船（2002年7月6日、ゼアリズエンタープライズ） - 松村司 役
- 呪霊 THE MOVIE（2003年3月8日、パル企画） - 丸野泰輔 役

### CM
- ハウス食品、ハウスの麦茶
- 三菱、ビーバーエアコン